# Adolf Eichmann
Otto Adolf Eichmann, född 19 mars 1906 i Solingen, död 1 juni 1962 i Ramle i Israel (avrättad), var en tysk SS-officer. Eichmann, som uppnådde tjänstegraden Obersturmbannführer (motsvarande överstelöjtnant inom armén) år 1941, var chef för Amt IV:B4 inom Reichssicherheitshauptamt, Nazitysklands säkerhetsministerium. Han var från oktober 1939 i ledningen för Rikscentralen för judisk utvandring som organiserade emigrationen och deportationen av judar.
Chefen för Reichssicherheitshauptamt, Reinhard Heydrich, uppdrog åt Eichmann att organisera och övervaka deportationen av Europas judar till getton och förintelseläger belägna i det av Tyskland ockuperade östra Europa. Eichmann företog därpå flera rundresor i Generalguvernementet, Baltikum och Ryssland för att kontrollera hur den nazityska förintelsepolitiken praktiskt förbereddes och genomfördes. Bland annat inspekterade han uppförandet av förintelselägret i Bełżec, besökte förintelselägret i Chełmno och bevittnade massarkebuseringar i Minsk. I januari 1942 var Eichmann protokollförare vid Wannseekonferensen där det beslutades om hur Förintelsen i Europa byråkratiskt skulle samordnas och praktiskt implementeras. År 1944 organiserade han massdeportationen av omkring 440 000 ungerska judar till Auschwitz-Birkenau och andra förintelseläger.
Efter andra världskriget flydde Eichmann till Argentina där han från mars 1959 arbetade som svetsare och mekaniker för Mercedes-Benz innan han den 11 maj 1960 greps av Mossad-agenter och fördes till Israel. Han ställdes år 1961 inför rätta för folkmord och brott mot mänskligheten och dömdes till döden. Året därpå avrättades han genom hängning.

## Biografi

### Barndom och ungdomsår
Adolf Eichmann föddes i Solingen år 1906 som son till Adolf Karl Eichmann (1878–1960) och Maria, född Schefferling (död 1916). Han hade fyra syskon: Emil, Helmuth, Irmgard och Otto. Fadern skötte bokföringen i ett lokalt elföretag i Solingen. År 1913 flyttade familjen till Linz där fadern hade utsetts till marknadschef för Linz spårvagns- och elektricitetsbolag. Här lärde sig Eichmann att spela violin och att fäkta och han gick med i ungdomsrörelsen Wandervogel som förespråkade friluftsliv och anordnade läger. År 1921, när Eichmann gick sitt fjärde år på Kaiser-Franz-Josef-Staatsoberrealschule, tog Adolf Karl sin son ur denna skola och placerade honom i en yrkeshögskola för elektroteknik. Sonen gick dock endast fyra terminer innan han började arbeta inom ett gruvföretag. Åren 1925–1927 var han försäljare för företaget Oberösterreichische Elektrobau AG inom elektroteknikbranschen och från 1927 till 1933 handelsresande för Vacuum Oil Company, ett dotterbolag till Standard Oil.

### NSDAP
Genom en vän introducerades Eichmann i den paramilitära nationalistiska och antisemitiska organisationen Deutsch-Österreichische Frontkämpfer-Vereinigung och gick med i dess ungdomssektion i vars regi han lärde sig att marschera och skjuta. En av Adolf Karl Eichmanns affärskolleger, advokaten Hugo Kaltenbrunner, kom att bli en nära vän till familjen Eichmann, och sonen Ernst Kaltenbrunner uppmanade Adolf Eichmann att inträda i NSDAP år 1932 efter att en tid ha varit ansluten till det österrikiska systerpartiet DNSAP, Deutsche Nationalsozialistische Arbeiterpartei. Senare samma år blev Eichmann medlem av SS och fick år 1933 anställning inom Allgemeine-SS i Salzburg. Ett halvår efter Adolf Hitlers maktövertagande och utnämning till tysk rikskansler i slutet av januari 1933 flyttade Eichmann tillbaka till Tyskland. En anledning till detta var att den österrikiske förbundskanslern Engelbert Dollfuss år 1933 hade förbjudit publicering av nazistiska tidningar och i lag förbjudit de paramilitära organisationerna att bära uniform.
I september 1933 tilldelades Eichmann befälet för en liten motoriserad grupp män som vid den tysk-österrikiska gränsen tog hand om österrikiska nazister som hade tvingats i exil. Senare samma år tjänstgjorde han som Scharführer i koncentrationslägret Dachau. År 1934, vid 28 års ålder, blev Eichmanns ansökan till Sicherheitspolizei (SiPo) beviljad och han förflyttades inom kort till Sicherheitsdienst (SD). Här var han knuten till avdelning II:112, som handhade judefrågor och frågor rörande sionistorganisationer. Eichmann studerade hur sionismen var organiserad i Europa och tog lektioner i hebreiska och jiddisch och blev med tiden expert på judefrågor. Reinhard Heydrich, chef för SiPo och SD, imponerades av Eichmanns kunskap och efterforskningar och förordade hans befordran till den lägsta officersgraden, Untersturmführer.
I slutet av år 1937 företog Eichmann med sin överordnade Herbert Hagen en inspektionsresa till Brittiska Palestinamandatet för att sondera möjligheterna för en judisk massutvandring från Tyskland till Palestina. De reste under täckmantel; Eichmann som journalist och Hagen som student. De båda SD-männen anlände sjövägen till Haifa, men fick endast gå iland i 24 timmar och reste därpå vidare till Alexandria och sedan till Kairo. Här hade Eichmann och Hagen ett möte med Franz Reichert, korrespondent för Deutsches Nachrichtenbüro, och Feivel Polkes, en palestinsk jude - medlem i Haganah - som var en av Reicherts informatörer. Polkes föreslog att Tyskland skulle låta 50 000 judar om året emigrera till Palestina. Eichmann och Hagen förkastade dock detta förslag med hänvisning till emigrationens enorma kostnader och att upprättandet av en oberoende judisk stat i Palestina på intet sätt låg i Tysklands intresse.
Eichmann blev i december 1939 chef för RSHA:s avdelning IV:D4, som år 1942 bytte namn till IV:B4, en avdelning som bland annat handhade deportationer av judar.

### Deportation av judar
År 1940 började det tyska utrikesdepartementet och RSHA att på allvar överväga den så kallade Madagaskarplanen, vilken innebar att cirka 4 000 000 judar från Europa skulle deporteras till den franska kolonin Madagaskar, som lydde under Vichyfrankrike. Frankrike skulle genom ett avtal överlåta ön till Tyskland och Eichmann beräknade att alla judar i Tyskland, Österrike och Generalguvernementet våren 1941 skulle vara transporterade till Madagaskar. Adolf Hitler hade tänkt att kriget skulle kunna vinnas tämligen snabbt, men Tysklands invasion av Storbritannien, Operation Seelöwe, måste uppskjutas på obestämd tid då Luftwaffe inte lyckats med att slå ut Royal Air Force. Möjligheten att under brinnande krig införskaffa fartyg som kunde föra judarna till Madagaskar var dessutom obefintlig. Madagaskarplanen övergavs helt och hållet i december 1941 och Reichsführer-SS Heinrich Himmler och Reinhard Heydrich, chef för RSHA, ställde nu in sig på den slutgiltiga lösningen vilken innebar judarnas fysiska utrotning i Europa.
Hermann Göring gav den 31 juli 1941 Heydrich order att vidta alla nödvändiga förberedelser beträffande organisatoriska, praktiska och ekonomiska aspekter vad gällde en allomfattande lösning av den judiska frågan inom den tyska inflytandesfären i Europa. Heydrich gav Eichmann fullmakt att genomföra Görings direktiv. I och med Nazitysklands invasion av Sovjetunionen, Operation Barbarossa i juni 1941, hade Eichmanns avdelning IV:B4 inom RSHA utökats och erhållit status som statligt departement. Avdelning IV:B4 fick ansvaret för den judiska frågan i alla länder som hade ockuperats av Nazityskland och Eichmanns makt ökade således från mitten av 1941. En av hans första uppgifter var att inrätta ett getto i Theresienstadt, från vilket de tjeckiska judarna senare skulle deporteras till Auschwitz. Theresienstadt öppnades i november 1941 och Eichmann sände en av sina medarbetare, Dieter Wisliceny, till Slovakien för att organisera deportationen av landets judar. Här var en fascistisk milis, Hlinkagardet, uppkallad efter Andrej Hlinka, verksam. Situationen för landets judar blev alltmer allvarlig efter det att den självständiga slovakiska republiken hade utropats år 1939. Hlinkagardet började trakassera och förfölja judar och år 1941 tvingades Slovakiens judar att bära judestjärnan.

### Wannseekonferensen
Heydrich hade ursprungligen kallat till en konferens i Wannsee i Berlin den 9 december 1941, men den fick senareläggas på grund av den japanska flottans attack mot Pearl Harbor och USA:s inträde i kriget. Konferensen hölls istället den 20 januari 1942. Eichmann, som representerade Gestapo, var protokollförare.

### Förintelsen
Eichmann kom att spela en central roll i "den slutgiltiga lösningen". Han var ansvarig för deportationerna av miljontals judar från Europas alla hörn till förintelseläger som till exempel Auschwitz, Treblinka och Chełmno och besökte också dessa läger ett flertal gånger. Eichmann beskriver besöket i Chełmno hösten 1942:
| ”                                                                | Jag körde efter lastbilen med en av soldaterna som kände till vägen, och där [skog nära Chelmno i Polen] såg jag de mest skrämmande saker jag sett i hela mitt liv. Bilen körde fram till ett ganska långt dike, dörrarna öppnades och kroppar kastades ut, som om de var levande – så böjliga var de. Man bara slängde ner dem. Jag såg, jag kan fortfarande se framför mig hur en civilist drog ut tänder med en tång, och då åkte jag hem. Jag satte mig i bilen och åkte därifrån och sa ingenting mer. | „ |
| – Förhör med Adolf Eichmann, Camp Iyar, Israel, den 30 maj 1960. | |   |

År 1942 och 1943 gjorde Eichmann bland annat upp tidsschemat för deportationen av judar från det ockuperade Nederländerna till förintelselägret Sobibór.

#### Förintelsen i Ungern
Då Ungern hotade att lämna axelmakterna och sluta en separatfred valde Adolf Hitler att besätta landet. Efter Tysklands inmarsch i Ungern den 19 mars 1944 organiserade Eichmann från den 15 maj till den 8 juli deportationen av omkring 440 000 ungerska judar till Auschwitz-Birkenau. Av dessa mördades 90 procent i gaskamrarna medan de övriga utnyttjades som slavarbetare. Detta skedde i samarbete med de uttalat antisemitiska politikerna László Baky och László Endre, statssekreterare under inrikesminister Andor Jaross. Den 6 juli 1944 aviserade dock den ungerske riksföreståndaren Miklós Horthy att han ämnade avbryta deportationerna av judar och han krävde att all SS- och Gestapo-personal skulle lämna Ungern och att den protyske premiärministern Döme Sztójay skulle avgå. Hitler uttryckte sitt höga missnöje och skickade ytterligare två pansarenheter till Budapest. Eichmann fortsatte likväl med sina deportationsplaner och sände 1 700 judar från ett läger utanför Budapest till Auschwitz. Horthy fick emellertid av Budapests juderåd kännedom om detta, stoppade tåget vid gränsen och transporterade tillbaka  judarna. Eichmann lät då ta samtliga medlemmar av juderådet som gisslan i sitt högkvarter medan de 1 700 judarna kördes i lastbilar till Rákoscsaba, där de per tåg transporterades tillbaka till den österrikiska gränsen och vidare till Auschwitz.
Den 18 oktober 1944 krävde Eichmann, med tyska utrikesministeriets goda minne, att den nyutnämnde premiärministern, pilkorsledaren Ferenc Szálasi, skulle sända 50 000 judar från Budapest till tvångsarbete i Tredje riket. Szálasi var initialt motvillig att efterkomma dessa krav då han ansåg att den ungerska regeringen behövde dessa judar som arbetskraft, men pressades att ge med sig. Då Eichmann inte kunde uppbåda tågtransporter för de 50 000 ungerska judarna tvingades de gå till Hegyeshalom vid gränsen mot Österrike. I november upprättade tyskarna och pilkorsarna Budapests getto för de kvarvarande judarna i staden.

### Flykt

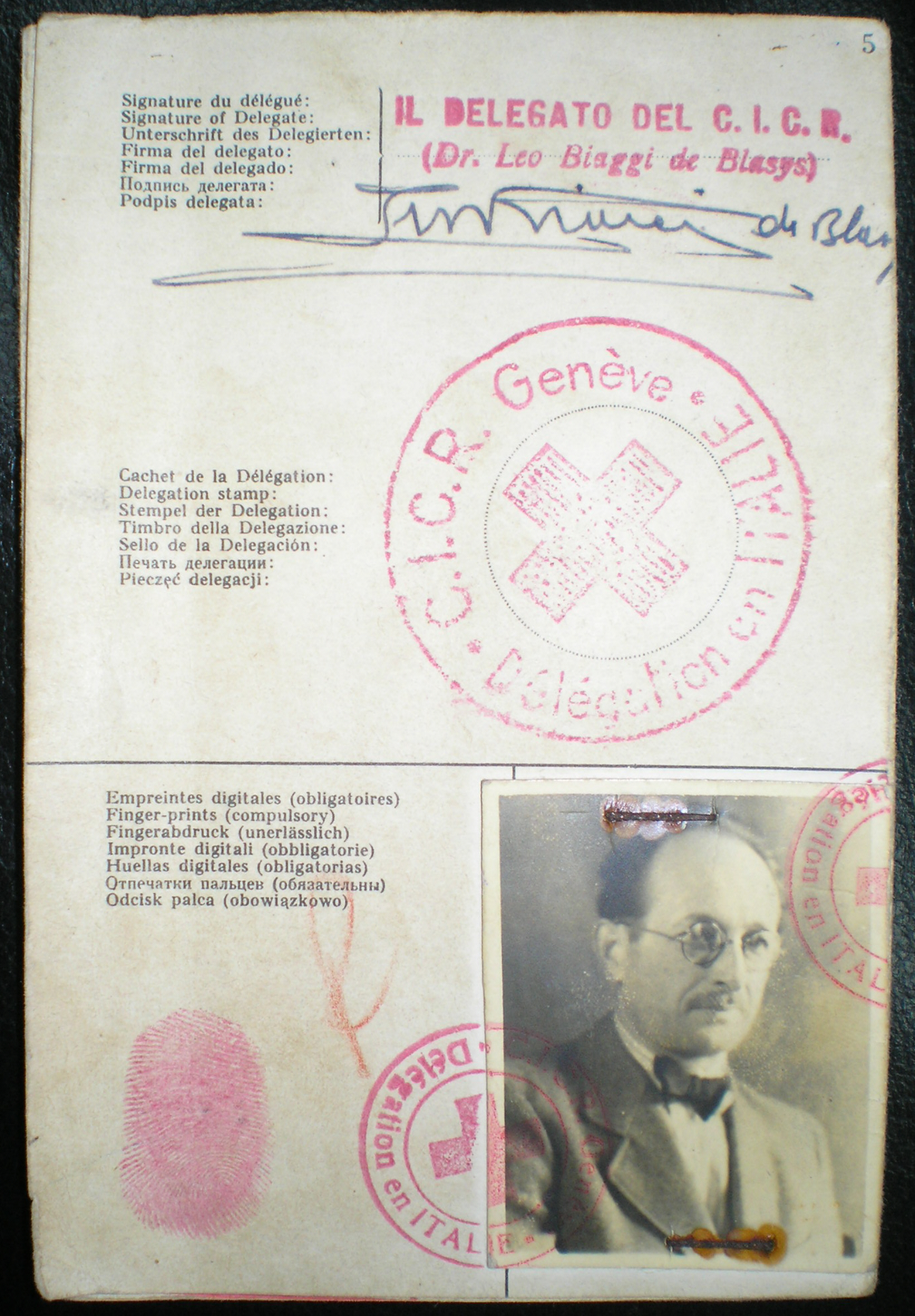
Det förfalskade rödakorspass Eichmann använde sig av under sin flykt till Argentina 1950. Museo del Holocausto.

Eichmann flydde från Budapest i slutet av december 1944 då Röda armén stod i begrepp att inta staden. Han fick senare kännedom om att chefen för Reichssicherheitshauptamt, Ernst Kaltenbrunner, befann sig i Altaussee i Österrike och bestämde sig för att söka upp honom. Kaltenbrunner var själv ointresserad av att strida, men uppmanade Eichmann att bilda en partisanstyrka. I trakten kring Altaussee rekryterade Eichmann officerare och manskap ur Sicherheitsdienst och Sicherheitspolizei och tillsammans vandrade de till Rettenbach-Alm där de installerade sig i några bergshyddor. Inom kort nåddes de dock av en order från Himmler som innebar att de inte fick beskjuta amerikanska eller brittiska trupper.
Eichmann beslutade då att upplösa sin styrka och han och hans adjutant, Obersturmführer Rudolf Jänisch, begav sig till fots mot Tyskland. De gjorde sig av med sina identitetshandlingar och SS-uniformer och Eichmann satte på sig en Luftwaffe-uniform och kallade sig Obergefreiter Bart. I närheten av Ulm greps de av amerikanska trupper och fördes till ett krigsfångeläger i Weiden in der Oberpfalz. Eichmann insåg att det var fruktlöst att neka till att ha tillhört SS då alla medlemmar hade sin blodgrupp tatuerad på vänster arm. Han ändrade då identitet från Obergefreiter Bart till Oberscharführer Bart, men då han förstod att officerare slapp tvångsarbete sade han sig istället vara Untersturmführer, den lägsta officersgraden. Han valde även ett annat namn, Otto Eckmann, ett efternamn som liknade hans riktiga ifall någon bekant skulle känna igen honom och ropa "Eichmann". 
Eichmann var internerad i Weiden från maj till augusti 1945 då han överflyttades till ett större läger beläget i Oberdachstetten. I november 1945 inleddes Nürnbergprocessen mot de främsta nazistiska krigsförbrytarna och Eichmann anade att ett avslöjande kunde vara nära. I början av januari 1946 vittnade Dieter Wisliceny inför domstolen och gav information om Eichmann. När Eichmann fick veta om Wislicenys vittnesmål, tog han kontakt med de högre SS-officerarna i lägret, avslöjade sin rätta identitet och bad dem att hjälpa honom att fly. Den 5 februari 1946 rymde han ur lägret i Oberdachstetten och begav sig söderut till Prien.
Eichmann anlände år 1950 till Argentina med ett falskt pass utfärdat av Internationella Rödakorskommittén i Genève där han antagit det falska namnet "Ricardo Klement".

### Gripande och förhör
År 1948 utropades staten Israel och följande år bildades underrättelsetjänsten Mossad. En av Mossads huvudsakliga uppgifter var att spåra och gripa misstänkta krigsförbrytare. Under 1950-talet ägnade sig en rad personer åt att försöka spåra Eichmann och andra nazister; bland andra Simon Wiesenthal som under 1950-talets andra hälft fick reda på att Eichmann fortfarande var i livet och bodde i San Fernando, en förstad till Buenos Aires. Informationen kom från en av Wiesenthals bekanta som hade visat upp ett brev från en kollega, som nu bodde i Argentina, där han skrivit att han hade sett "det där eländiga svinet Eichmann". Även Lothar Hermann, en tysk-judisk advokat, som hade flytt från koncentrationslägret Dachau där Eichmann hade tjänstgjort i början av år 1934, bidrog till att Eichmann avslöjades. Hermanns dotter Sylvia började år 1956 att umgås med Eichmanns äldste son, Klaus, som vid flera tillfällen skrutit för Sylvia om sin faders nazistiska förflutna. När Hermann fick kännedom om detta kontaktade han Fritz Bauer, riksåklagare i Hessen, som i sin tur vidarebefordrade upplysningarna till Mossad. Sylvia Hermann fick sedan i uppdrag att besöka familjen Eichmanns bostad på Chacabucogatan i norra delen av Buenos Aires. När hon knackade på dörren möttes hon av Adolf Eichmann – som påstod sig vara Klaus farbror. Inom kort dök dock Klaus själv upp och kallade då Eichmann för "far".
Efter ytterligare spaningsarbeten fastslog företrädare för Mossad att mannen som bodde på Chacabucogatan verkligen var den eftersökte Eichmann. Israels regering tillät då att Mossad genom en hemlig operation skulle få gripa Eichmann för att ta honom till Israel. När man anlände till den utpekade bostaden var huset emellertid tomt; det visade sig att Eichmann med familj hade flyttat till Garibaldigatan, belägen i närheten. Mossad inledde noggranna spaningsarbeten och den 11 maj 1960 kidnappade fyra agenter Eichmann när han steg av bussen i närheten av bostaden. Han fördes därpå till ett så kallat "säkert hus" i vilket Mossad hade byggt en cell för ändamålet. Den tillfångatagne fördes den 20 maj på ett El Al-plan från Argentina och efter en mellanlandning i Dakar anlände man tidigt på morgonen den 22 maj till Israel. Eichmann fördes till "Camp Iyar", kodnamnet för en polisstation i norra Israel som hade iordningställts för att hysa honom i avvaktan på rättegång. Följande dag tillkännagav Israels premiärminister David Ben-Gurion officiellt i Knesset att Eichmann hade gripits och förts till landet.
Förhören med Eichmann, som inleddes 29 maj 1960, leddes av poliskapten Avner Less. Han beskrev sitt första möte med Eichmann som att denne inte var någon "djävul med klumpfot och horn", utan en helt vanlig människa och initialt mer av ett "nervknippe". Under förhören, som varade i åtta månader, försvarade sig Eichmann med att han varit bunden vid sin ed till Adolf Hitler och därmed varit tvungen att lyda order, samt att han varit en obetydlig kugge i det byråkratiska maskineriet. Enligt Less, som tydligt ändrade uppfattning allt efter tiden gick, var Eichmann helt känslolös och saknade minsta känsla av ånger. Eichmann angav att tjänstenit och karriärism, inte i första hand antisemitism, hade föranlett hans gärningar under andra världskriget. Han sade sig dessutom vara mycket besviken över att han endast uppnått tjänstegraden Obersturmbannführer (motsvarande överstelöjtnant), men förklarade att hans formella position som sektionschef inom Reichssicherheitshauptamt inte medgav ytterligare befordran.

### Rättegång och dom

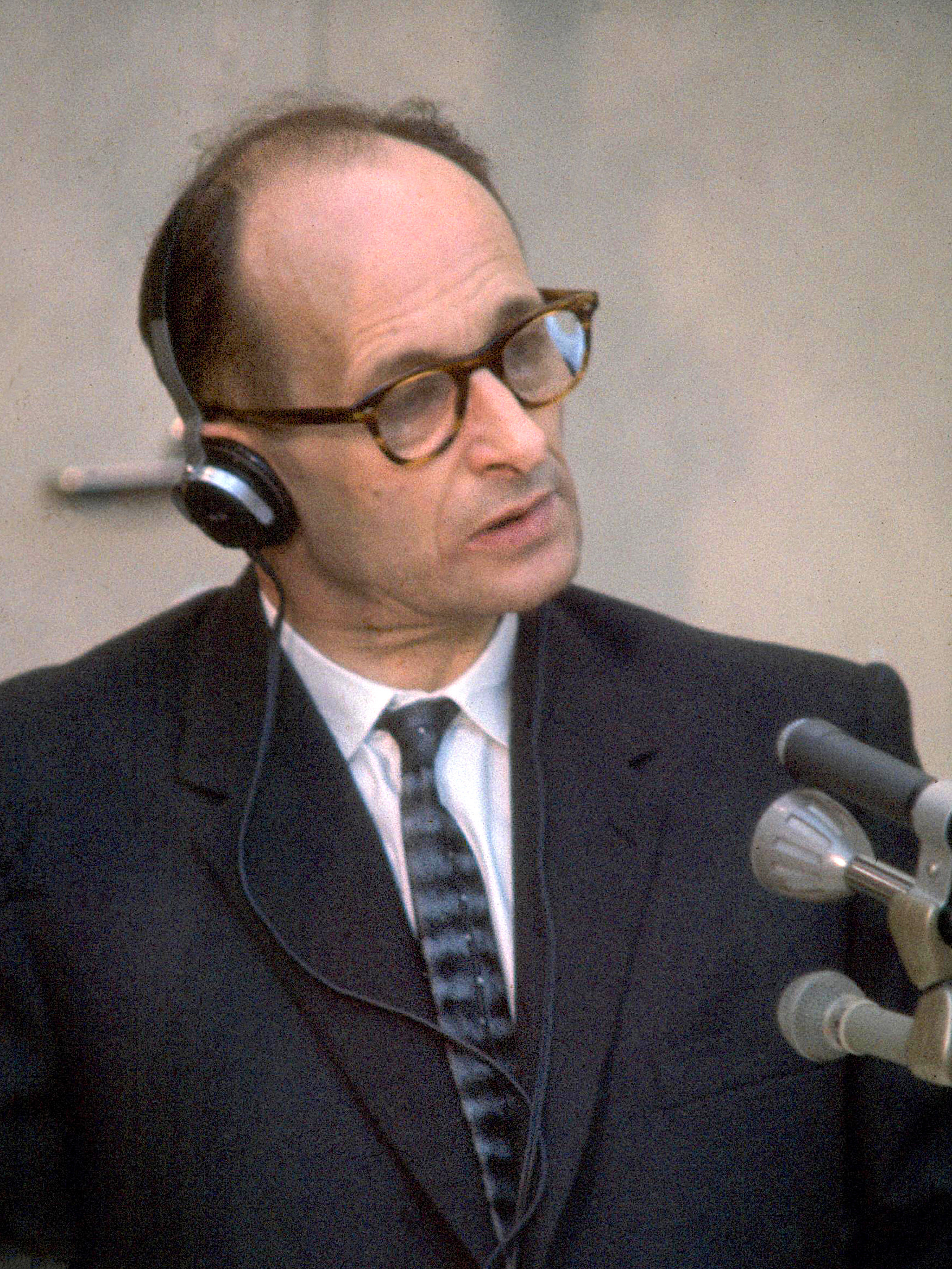
Adolf Eichmann under rättegången i Jerusalem 1961.

Rättegången mot Eichmann inleddes den 11 april 1961 och varade till den 15 december samma år. Anklagelseakten bestod av femton åtalspunkter vilka delades upp i 1) brott mot det judiska folket, 2) brott mot mänskligheten, 3) krigsförbrytelser och 4) medlemskap i en brottslig organisation. Eichmann anklagades för att aktivt ha deltagit i "den slutgiltiga lösningen av judefrågan", det vill säga försöket att förinta den judiska rasen. Anklagelseakten gjorde gällande att Eichmann hade sett till att Zyklon B levererades till Auschwitz och vidare att han hade organiserat fördrivning, deportation och mord på judar. Eichmann påstods även ha tagit aktiv del i att judar fördes till nyinrättade getton i öst, bland annat i Generalguvernementet. Anklagelserna innehöll även mord på omkring en halv miljon ungerska judar, slavarbete, massteriliseringar och misshandel. Allt detta hade Eichmann genomfört i syfte att förinta det judiska folket.
Eichmanns tyske försvarsadvokat, Robert Servatius, hävdade att hans klients brott huvudsakligen bestod i lydnad till sina överordnade och att ansvaret hade legat på de politiska ledarna. Servatius menade därför att Eichmann inte ensam kunde ställas till svars för de förbrytelser som Tredje riket hade begått. Eichmann vidhöll inför domstolen att han endast hade utfört order och varit helt bunden vid den ed han hade avlagt till Führern. Han beskrev sin sinnesstämning beträffande Wannseekonferensens (där man diskuterat hur man skulle gå tillväga för att fullfölja beslutet att förinta judarna i Europa) resultat:
| ”                                   | Jag kände något av Pilatus' tillfredsställelse, därför att jag kände mig helt fri från synd. Tysklands ledare vid den tiden hade yttrat sig vid Wannseekonferensen. "Påvarna" hade gett sina order, det var min sak att lyda, och det var vad jag hade i minnet de kommande åren. | „ |
| – Adolf Eichmann, den 26 juni 1961. | |   |

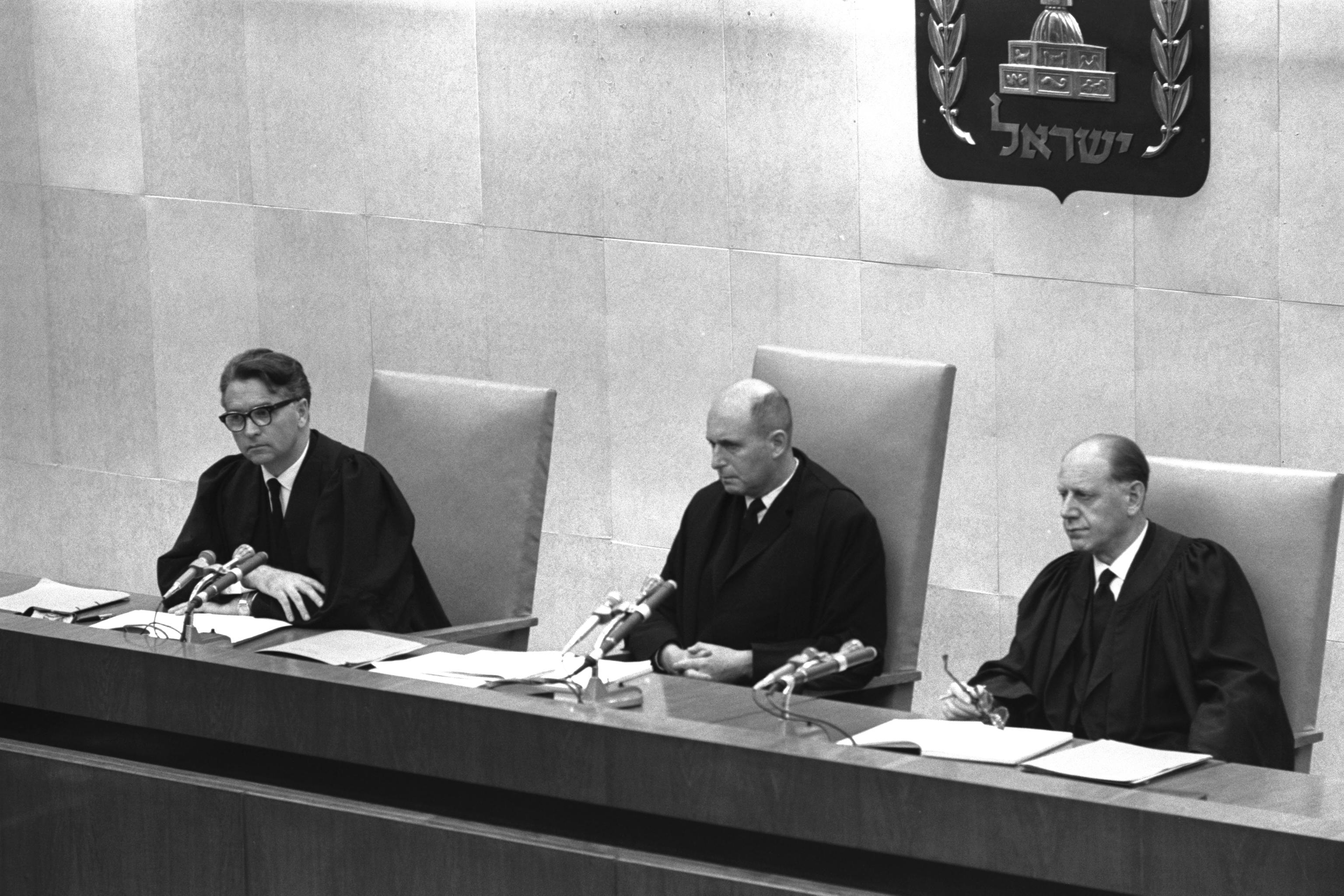
Domarna vid rättegången: Benjamin Halevi, Moshe Landau (huvuddomare) och Yitzhak Raveh.

Eichmann försäkrade inför rätten: ”Jag är inte det odjur jag utmålats som. Jag är ett offer för en felaktig bedömning.” Den tysk-judiska författaren Hannah Arendt, som var närvarande vid rättegången, framställde Eichmann som tämligen intetsägande, "skrämmande normal", samt likgiltig inför de brott han beskylldes för. Den brittiske historikern David Cesarani hävdar dock att detta var en del i försvarets strategi. Han menar att Eichmann medvetet undvek att ådagalägga sitt våldsamma temperament och att han i själva verket entusiastiskt ska ha utfört sitt arbete under andra världskriget. Som organisatör av förintelsen i Ungern ska Eichmann ha drivits av en fanatisk strävan att helt och hållet utplåna de ungerska judarna. Cesarani menar att Eichmann under rättegången maskerade denna fanatism och sökte framställa sig som en slätstruken byråkrat.
Den brittiske historikern Guy Walters avfärdar också han åsikten att Eichmann skulle ha varit den oförarglige gestalt som uppträdde inför rätten. Walters hänvisar till en formulering i det edliga vittnesmål som avgavs av Dieter Wisliceny, en av Eichmanns medhjälpare, inför den internationella militärtribunalen i Nürnberg i januari 1946. Wisliceny hade i februari 1945 träffat Eichmann och denne skall då ha sagt: ”Jag kommer att skratta när jag väl hamnar i graven på grund av känslan att jag har dödat fem miljoner judar. Det skänker mig djup tillfredsställelse och glädje.”
Eichmann befanns i december 1961 skyldig till folkmord och brott mot mänskligheten och dömdes den 15 december samma år till döden genom hängning. Servatius lämnade kort därefter in ett överklagande å sin klients vägnar där han ifrågasatte domstolens opartiskhet och menade att den inte hade behörighet att döma i fallet Eichmann. I april och maj 1962 samtalade Eichmann regelbundet med den kanadensiske protestantiske prästen William Hull. Enligt denne avslöjade Eichmann en påtaglig avsky för sig själv; han ansåg sig inte vara värd att någon skulle vilja frälsa honom. Eichmann hemföll i stället åt fatalism då han ansåg sig vara maktlös och utlämnad åt krafter han inte förmådde påverka själv.
Den 29 maj 1962 tillkännagav appellationsdomstolen sitt utslag, där man avvisade Servatius juridiska argument och fastställde dödsdomen. Servatius lämnade omgående in en nådesansökan till Yitzhak Ben-Zvi, Israels president. På kvällen den 31 maj 1962 underrättades Eichmann om att hans ansökan hade avslagits och att dödsstraffet skulle gå i verkställighet vid midnatt. Hans sista ord vid galgen var:
| ” | Länge leve Tyskland, länge leve Argentina, länge leve Österrike. Detta är de tre länder jag har haft mest kontakt med, och som jag inte kommer att glömma. Jag hälsar min hustru, min familj och mina vänner. Jag är redo. Vi kommer snart att mötas igen, det är alla människors öde. Jag dör i tron på Gud. | „ |

Avrättningen ombesörjdes av den 23-årige Shalom Nagar. Tidigt på morgonen den 1 juni kremerades Eichmanns kropp och askan spreds därefter över internationellt vatten i Medelhavet. Eichmann är en av två personer i staten Israels historia vars dödsstraff har verkställts (den andre är Meir Tobianski).

## Titlar och utmärkelser

### Befordringar inom SS
- SS-Anwärter: 1 april 1932
- SS-Mann: 9 november 1933
- SS-Scharführer: 24 december 1933
- SS-Oberscharführer: 1 maj 1934
- SS-Scharführer[53]: 1 juli 1934
- SS-Oberscharführer: 1 september 1935
- SS-Hauptscharführer: 13 september 1936
- SS-Untersturmführer: 9 november 1937
- SS-Obersturmführer: 11 september 1938
- SS-Hauptsturmführer: 30 januari 1939
- SS-Sturmbannführer: 1 augusti 1940
- SS-Obersturmbannführer: 9 november 1941

### Utmärkelser
- Krigsförtjänstkorset av första klassen med svärd
- Krigsförtjänstkorset av andra klassen med svärd
- Anschlussmedaljen (Medaille zur Erinnerung an den 13. März 1938)
- SA:s idrottsutmärkelse i brons
- SS-Ehrenring (Totenkopfring)
- Hedersärmvinkel (Ehrenwinkel der Alten Kämpfer)
- SS-Julleuchter
- SS-Zivilabzeichen (-Z.A. nummer 6 375)

## I populärkultur
- I filmen Operation Eichmann från 1961 gestaltas Eichmann av Werner Klemperer.
- I TV-serien Förintelsen från 1978 spelas Eichmann av Tom Bell.
- I filmen Mannen som fångade Eichmann från 1996 gestaltas Adolf Eichmann av Robert Duvall.
- I filmen Konspirationen från 2001 porträtteras Adolf Eichmann av Stanley Tucci.
- I Eichmann – Dödens underskrift från 2007 spelas Adolf Eichmann av Thomas Kretschmann, medan rollen som Avner Less görs av Troy Garity.
- I filmen Eichmann's End: Love, Betrayal, Death från 2010 spelar Herbert Knaup Adolf Eichmann.
- I The People vs. Fritz Bauer från 2015 spelar Michael Schenk Adolf Eichmann.
- I filmen Operation Finale från 2018 spelar Ben Kingsley Adolf Eichmann.